# Поданд

Поданд

Поданд (англ. podand) — у супрамолекулярній хімії — молекула-господар з відкритим ланцюгом, що інакше, аніж класичні краун-етери, селективно взаємодіє з катіонами. Подальше ускладнення таких структур привело до створення дендримерів.